# تاتيانا-أفانسيفا
تاتيانا أليكسيفنا أفانسيفا (بالروسية:Татья́на Алексе́евна Афана́сьева) هي عالمة رياضيات وفيزياء روسية ولدت في مدينة كييف 19 نوفمبر 1876 وتوفيت في مدينة لايدن 14 أبريل 1964 وتُعرف أيضًا باسم (تاتيانا إهرنفست أفانسيفا)، ساهمت تاتيانا في مجال الميكانيكا الإحصائية والثيرموديناميكا الإحصائية.
وفي 21 ديسميبر 1904 تزوجت تاتيانا من الفيزيائي الألماني بول إهرنفست (1880-1933)، وأنجبوا بنتين وولدين، إحدى بناتهم هي بافلوفنا والتي أصبحت عالمة رياضيات أيضًا.

## حياتها المبكرة
ولدت تاتيانا في مدينة كييف في أوكرانيا حينما كانت جزءًا من الإمبراطورية الروسية، وكان والدها أليكسندر رئيسًا للمهندسين في السكك الحديدية الإمبراطورية، والذي قام باصطحاب تاتيانا في معظم رحلاته حول الإمبراطورية الروسية، وتُوفي والدها عندما كانت صغيرة في السن، ثم إنتقلت إلي مدينة سانت بطرسبرغ في روسيا للعيش رفقة عمتها سونيا وعمها بيتر الذي كان بروفيسيرًا في معهد سان بطرسبرغ للعلوم.
وذهبت تاتيانا إلى المدرسة المتوسطة في سان بطرسبرغ بتميز في الرياضيات والعلوم، وفي ذلك الوقت كان لا يتم السماح للنساء بالحضور إلى الجامعات في المناطق الروسية، لذلك بعد التخرج من المدرسة المتوسطة قامت تاتيانا بدراسة الرياضيات والفيزياء في جامعة سانت بطرسبرغ للنساء تحت إشراف البروفيسور أوريست خفولسون، وفي عام 1902 إنتقلت إلي جامعة جامعة غوتينغن في ألمانيا لإكمال دراستها بصحبة فيليكس كلاين وديفيد هيلبرت
وفي جامعة غوتينغن، قابلت تاتيانا بول إهرنفيست وحينها إكشتف بول آنذاك أن تاتيانا ليست باستطاعتها حضور اجتماعات نادي الرياضيات وقام بالنقاش والتجادل مع المشرفين وذلك لتغيير القوانين للسماح لها بالحضور، وحينها نشأت بينهما صداقة وتزوجا في عام 1904 وقاما بعدها بالعودة إلى سان بطرسبرغ في عام 1907، وتحت الحكم الروسي، لم يكن يتم السماح بالزواج بين اثنين لهما ديانتين مختلفتين، حيث كان تاتيانا أرذوثوكسية روسية بينما كان بول يهودي، وقام الأثنين بالتنازل عن دينهم رسميًا حتي يتم السماح لهما بالزواج
في عام 1912 إنتقلا إلى مدينة لايدن في هولندا حيث تم تعيينه بروفيسيرًا في جامعة لايدين وقام الزوجين بإستكمال مسيرتهم العلمية.

## الأعمال الرياضية
تعاونت تاتيانا مع زوجها بول وساهمت معه في مراجعة كتاب الميكانيكا الإحصائية للودفيغ بولتزمان بعنوان "أسس ومفاهيم النهج الإحصائي في الميكانيكا"، وقاما بنشر مراجعتهما حول الكتاب عام 1911 كمقال في الموسوعة العلمية الرياضية الألمانية، حيث تمت ترجمتها ونشرها.
وقامت أيضًا تاتيانا بنشر العديد من الأوراق البحثية في عدة مواضيع في العشوائية والإنتروبية  